# Upstream (petrolio)

Rappresentazione schematica delle fasi del ciclo produttivo del petrolio, del gas naturale e dei prodotti derivati dal petrolio.

Nell'ambito petrolifero, per upstream si intende l'insieme dei processi operativi da cui ha origine l'attività di produzione di gas naturale, olio combustibile e petrolio.
Questo termine di origine americana, che etimologicamente significa "a monte", indica il corso di un flusso d'acqua che scende dalla sorgente e, in senso traslato, tutte quelle attività svolte "a monte" della vendita di petrolio finalizzate allo scopo di rilevare ed estrarre gli idrocarburi presenti nel sottosuolo.

## Fasi dell'upstream
Il processo operativo dell'upstream si articola in quattro fasi, ciascuna con i suoi oneri caratteristici:
- Acquisizione dei titoli minerari / diritti di sfruttamento;
- Esplorazione (ricerca geologica e sismologica, perforazioni);
- Sviluppo (allestimento dei siti estrattivi di riserve provate);
- Produzione (estrazione a fini di commercializzazione).

L'upstream è la più rischiosa, ma la più redditizia attività legata al mondo degli idrocarburi. Il processo esplorativo si inquadra in un più ampio contesto di ricerca, sviluppo, produzione e commercializzazione dei prodotti petroliferi, a cui fanno seguito l'abbandono e il ripristino ambientale dei siti o delle aree offshore utilizzate per la coltivazione del giacimento, quando questo sia esaurito.
I tempi medi del primo periodo di vigenza di un permesso di ricerca sono generalmente dell'ordine di quattro o cinque anni, durante i quali vengono eseguiti i previsti rilievi sismici e di perforazione dei pozzi esplorativi  e, in caso di risultato positivo, si realizza la prima scoperta di idrocarburi; ed il pozzo da esplorativo diventa pozzo di scoperta .
Entro qualche mese dalla scoperta di idrocarburo l'operatore deve sottoporre all'autorità competente un programma di valutazione del giacimento e, in un periodo di tempo concordato, definire se si è in presenza di un campo petrolifero commerciale o di un ritrovamento privo di interesse economico. Nel primo caso deve essere preparato un piano di sviluppo che contenga tutte le specifiche tecniche necessarie per mettere in produzione il campo e per gestire l'intero processo (trasporto del prodotto, infrastrutture di coltivazione, protezione ambientale). Prima di iniziare qualsiasi tipo di attività e di investire sul giacimento scoperto, l'operatore deve richiedere e ottenere una concessione di sviluppo sull'area contenente il giacimento che lo tuteli nei suoi diritti minerari(detta concessione di sfruttamento o development lease).
Nell'economia di un progetto petrolifero è di grande importanza il tempo che intercorre tra la scoperta e l'inizio dell'attività di produzione di un giacimento. Questo arco di tempo incide sul ritorno economico dell'investimento, in quanto la redditività del progetto è maggiore se i tempi di recupero dei costi di sviluppo sono brevi.
Prima di confermare l'estensione del giacimento tramite un programma di perforazione di pozzi di verifica e conferma , spesso è necessario un rilievo sismico di dettaglio per determinare l'ubicazione dei pozzi di delimitazione e di sviluppo del campo . Per rendere più facile il passaggio tra la fase esplorativa e quella di sviluppo è spesso utile, sin dalle prime fasi esplorative, cercare un'integrazione di tutti gli interventi tecnici pertinenti allo studio e al successivo sviluppo del giacimento, con l'obiettivo di ridurre i costi e abbreviare i tempi tra la scoperta e la messa in produzione. Ciò è particolarmente importante in acque profonde o in situazioni remote per le quali l'entità dei capitali investiti rende assai onerosi eventuali ritardi della produzione.